# Matsuyama
Matsuyama (松山市 (Tùng Sơn thị) Matsuyama-shi) là thành phố và thủ phủ thuộc tỉnh Ehime, Nhật Bản. Tính đến ngày 1 tháng 10 năm 2020, dân số ước tính thành phố là 511.192 người và mật độ dân số là 1.200 người/km2. Tổng diện tích thành phố là 429,4 km2.

## Địa lý

### Đô thị lân cận
- Ehime
  - Tōon
  - Imabari
  - Tobe
  - Masaki
  - Kumakōgen

### Khí hậu
| Dữ liệu khí hậu của Matsuyam, Ehime      | Dữ liệu khí hậu của Matsuyam, Ehime | Dữ liệu khí hậu của Matsuyam, Ehime | Dữ liệu khí hậu của Matsuyam, Ehime | Dữ liệu khí hậu của Matsuyam, Ehime | Dữ liệu khí hậu của Matsuyam, Ehime | Dữ liệu khí hậu của Matsuyam, Ehime | Dữ liệu khí hậu của Matsuyam, Ehime | Dữ liệu khí hậu của Matsuyam, Ehime | Dữ liệu khí hậu của Matsuyam, Ehime | Dữ liệu khí hậu của Matsuyam, Ehime | Dữ liệu khí hậu của Matsuyam, Ehime | Dữ liệu khí hậu của Matsuyam, Ehime | Dữ liệu khí hậu của Matsuyam, Ehime |
| Tháng                                    | 1                                   | 2                                   | 3                                   | 4                                   | 5                                   | 6                                   | 7                                   | 8                                   | 9                                   | 10                                  | 11                                  | 12                                  | Năm                                 |
| ---------------------------------------- | ----------------------------------- | ----------------------------------- | ----------------------------------- | ----------------------------------- | ----------------------------------- | ----------------------------------- | ----------------------------------- | ----------------------------------- | ----------------------------------- | ----------------------------------- | ----------------------------------- | ----------------------------------- | ----------------------------------- |
| Cao kỉ lục °C (°F)                       | 24.4 (75.9)                         | 24.5 (76.1)                         | 27.5 (81.5)                         | 31.1 (88.0)                         | 32.3 (90.1)                         | 35.6 (96.1)                         | 37.0 (98.6)                         | 37.4 (99.3)                         | 36.7 (98.1)                         | 33.3 (91.9)                         | 28.0 (82.4)                         | 25.2 (77.4)                         | 37.4 (99.3)                         |
| Trung bình ngày tối đa °C (°F)           | 10.2 (50.4)                         | 11.0 (51.8)                         | 14.4 (57.9)                         | 19.6 (67.3)                         | 24.2 (75.6)                         | 27.0 (80.6)                         | 31.2 (88.2)                         | 32.6 (90.7)                         | 29.1 (84.4)                         | 23.8 (74.8)                         | 18.1 (64.6)                         | 12.6 (54.7)                         | 21.1 (70.0)                         |
| Trung bình ngày °C (°F)                  | 6.2 (43.2)                          | 6.8 (44.2)                          | 9.9 (49.8)                          | 14.8 (58.6)                         | 19.4 (66.9)                         | 22.9 (73.2)                         | 27.1 (80.8)                         | 28.1 (82.6)                         | 24.6 (76.3)                         | 19.1 (66.4)                         | 13.6 (56.5)                         | 8.5 (47.3)                          | 16.8 (62.2)                         |
| Tối thiểu trung bình ngày °C (°F)        | 2.6 (36.7)                          | 2.8 (37.0)                          | 5.6 (42.1)                          | 10.3 (50.5)                         | 15.0 (59.0)                         | 19.4 (66.9)                         | 23.8 (74.8)                         | 24.6 (76.3)                         | 21.0 (69.8)                         | 15.1 (59.2)                         | 9.6 (49.3)                          | 4.8 (40.6)                          | 12.9 (55.2)                         |
| Thấp kỉ lục °C (°F)                      | −7.0 (19.4)                         | −8.3 (17.1)                         | −6.3 (20.7)                         | −2.6 (27.3)                         | 1.4 (34.5)                          | 5.7 (42.3)                          | 14.3 (57.7)                         | 15.6 (60.1)                         | 9.1 (48.4)                          | 2.2 (36.0)                          | −1.2 (29.8)                         | −5.8 (21.6)                         | −8.3 (17.1)                         |
| Lượng Giáng thủy trung bình mm (inches)  | 50.9 (2.00)                         | 65.7 (2.59)                         | 105.1 (4.14)                        | 107.3 (4.22)                        | 129.5 (5.10)                        | 228.7 (9.00)                        | 223.5 (8.80)                        | 99.0 (3.90)                         | 148.9 (5.86)                        | 113.0 (4.45)                        | 71.3 (2.81)                         | 61.8 (2.43)                         | 1.404,6 (55.30)                     |
| Lượng tuyết rơi trung bình cm (inches)   | 0 (0)                               | 0 (0)                               | 0 (0)                               | 0 (0)                               | 0 (0)                               | 0 (0)                               | 0 (0)                               | 0 (0)                               | 0 (0)                               | 0 (0)                               | 0 (0)                               | 0 (0)                               | 1 (0.4)                             |
| Số ngày giáng thủy trung bình (≥ 0.5 mm) | 8.2                                 | 8.5                                 | 11.2                                | 10.5                                | 9.5                                 | 13.1                                | 10.9                                | 8.2                                 | 9.8                                 | 8.2                                 | 8.2                                 | 8.9                                 | 115.1                               |
| Độ ẩm tương đối trung bình (%)           | 63                                  | 63                                  | 63                                  | 62                                  | 64                                  | 73                                  | 72                                  | 70                                  | 70                                  | 68                                  | 67                                  | 65                                  | 67                                  |
| Số giờ nắng trung bình tháng             | 129.2                               | 142.2                               | 175.1                               | 190.8                               | 205.9                               | 151.1                               | 189.0                               | 218.1                               | 164.3                               | 174.1                               | 144.9                               | 129.8                               | 2.014,5                             |
| Nguồn: Cục Khí tượng Nhật Bản            |                                     |                                     |                                     |                                     |                                     |                                     |                                     |                                     |                                     |                                     |                                     |                                     |                                     |